# Tápiószőlős, Pesta
Tápiószőlős  este un sat în districtul Cegléd, județul Pesta, Ungaria, având o populație de 2.986 de locuitori (2011). 

## Demografie
Componența etnică a satului Tápiószőlős
     Maghiari (94,98%)
     Romi (2,97%)
     Necunoscut (0,27%)
     Alții (1,78%)
Componența confesională a satului Tápiószőlős
     Romano-catolici (39,48%)
     Reformați (22,14%)
     Fără religie (10,25%)
     Necunoscută (26,22%)
     Alte religii (2,34%)
Conform recensământului din 2011, satul Tápiószőlős avea 2.986 de locuitori. Din punct de vedere etnic, majoritatea locuitorilor (94,98%) erau maghiari, cu o minoritate de romi (2,97%). Apartenența etnică nu este cunoscută în cazul a 0,27% din locuitori. Nu există o religie majoritară, locuitorii fiind romano-catolici (39,48%), reformați (22,14%) și persoane fără religie (10,25%). Pentru 26,22% din locuitori nu este cunoscută apartenența confesională.